# Wielka Racza
Wielka Racza (1236 m n.p.m.) (slowakisch Veľká Rača) ist der höchste Berg in dem gleichnamigen Bergmassiv und liegt in den Saybuscher Beskiden (polnisch Beskid Żywiecki, nach slowakischer Nomenklatur Kysucké Beskydy), einem Gebirge in den Äußeren Westkarpaten.
Der Berg kann über mehrere Wanderwege von Rycerka Górna, Zwardoń oder Oščadnica (SK) erreicht werden. Über den Gipfel verläuft die polnisch-slowakische Grenze. Unterhalb des Gipfels befinden sich die Bergbaude „Na Wielkiej Raczy“ und ein Aussichtspunkt.

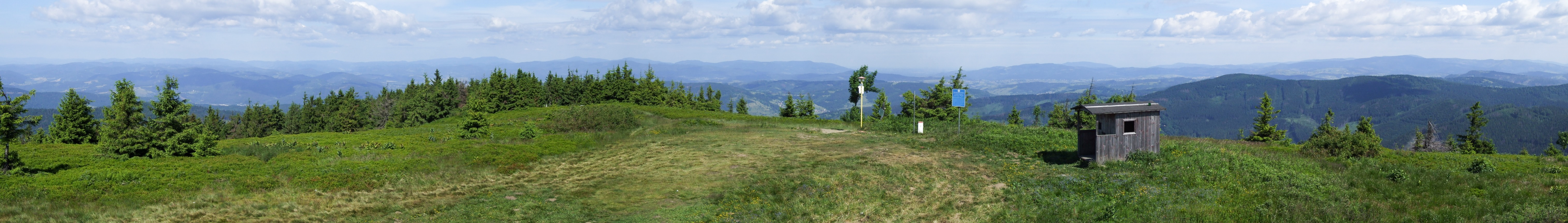
Sicht vom Wielka Racza

## Lage
Über den Berg verläuft die Europäische Hauptwasserscheide zwischen dem Schwarzen Meer (Donau) und der Ostsee (Weichsel). Auf den Berg führen mehrere Wanderwege.